# Soli (Cilicia)

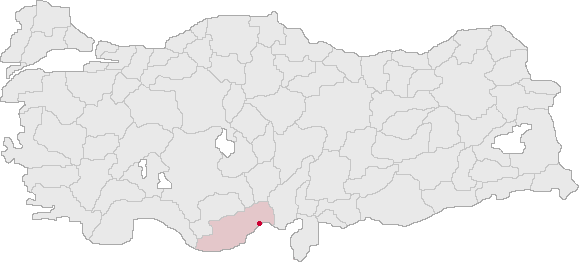
Posizione di Mersin nella Turchia moderna; coincide praticamente con la posizione di Soli/Pompeiopoli.

Soli (in greco antico: Σόλοι?, Sóloi) era un'antica città portuale della Cilicia; si trova a 11 chilometri a occidente della moderna Mersin, Turchia.

## Storia
Fu fondata come colonia di Rodi nel 700 a.C. circa, e fu distrutta da Tigrane I d'Armenia nel I secolo a.C. Il poeta ellenistico Arato di Soli, il filosofo Crisippo di Soli e lo storico Bione di Soli erano originari di questa città. La parola "solecismo" viene da questa città, in quanto il dialetto del greco parlato qui era considerata la forma più corrotta di dialetto attico.
Ricostruita da Gneo Pompeo Magno nel 63 a.C. al termine della terza guerra mitridatica, prese il nome di Pompeiopoli (in latino Pompeiopolis, in greco antico: Πομπηιούπολις?, Pompēioúpolis).
Dell'antica città rimangono rovine dell'acropoli, alcune tombe nella roccia, tumuli, un ponte e delle rovine di alcune abitazioni con pavimenti a mosaico.